# Никонов, Яков Васильевич
Я́ков Васи́льевич Ни́конов (15 октября 1923 — 29 марта 2002) — старший сержант Рабоче-крестьянской Красной Армии, участник Великой Отечественной войны, Герой Советского Союза (1945).

## Биография
Яков Никонов родился 15 октября 1923 года в селе Гороховка (ныне — Верхнемамонский район Воронежской области). После окончания семи классов школы работал в колхозе. В 1941 году Никонов был призван на службу в Рабоче-крестьянскую Красную Армию. С того же года — на фронтах Великой Отечественной войны.
К январю 1945 года гвардии старший сержант Яков Никонов исполнял обязанности командира взвода 57-го гвардейского кавалерийского полка 15-й гвардейской кавалерийской дивизии 7-го гвардейского кавалерийского корпуса 1-го Белорусского фронта. Отличился во время освобождения Польши. 22 января 1945 года Никонов в числе первых переправился через реку Просна в районе города Калиш и принял активное участие в боях за захват плацдарма на её берегу, уничтожив все немецкие огневые точки, а затем, совершив обходной манёвр, очистил шесть кварталов в Калише.
Указом Президиума Верховного Совета СССР от 27 февраля 1945 года гвардии старший сержант Яков Никонов был удостоен высокого звания Героя Советского Союза с вручением ордена Ленина и медали «Золотая Звезда».
После окончания войны Никонов был демобилизован. Проживал и работал в Павловске, Донецке, Красном Луче. Скончался в 2002 году.

## Награды
Был также награждён орденами Октябрьской Революции и Отечественной войны 1-й степени, рядом медалей.

## Память
В Гороховке Верхнемамонского района установлены бюст и мемориальная доска.